# 明石屋
明石屋（あかしや）は、歌舞伎役者の屋号。
由来は不詳。
明石屋の代表的な名跡は以下のものがある。なお参考までに定紋も併せて記した。
| 屋号            | 名跡                             | 定紋            | 定紋 | 備考                                        |
| --------------- | -------------------------------- | --------------- | ---- | ------------------------------------------- |
| あかしや 明石屋 | おおたに ともえもん 大谷友右衞門 | まるじゅう 丸十 |      |                                             |
| あかしや 明石屋 | おおたに ひろえもん 大谷廣右衞門 | まるじゅう 丸十 |      | 三代目は「駿河屋」 四代目は「正月屋」       |
| あかしや 明石屋 | おおたに ひろたろう 大谷廣太郞   | まるじゅう 丸十 |      |                                             |
| あかしや 明石屋 | おおたに ひろまつ 大谷廣松       | まるじゅう 丸十 |      |                                             |
| あかしや 明石屋 | おおたに ひろじ 大谷廣次         | まるじゅう 丸十 |      | 初・三・四代目は「丸屋」 二代目は「駿河屋」 |
| あかしや 明石屋 | おおたに ぶんぞう 大谷文藏       | くつわ 轡       |      | 初代は「駿河屋」                            |